# Valle

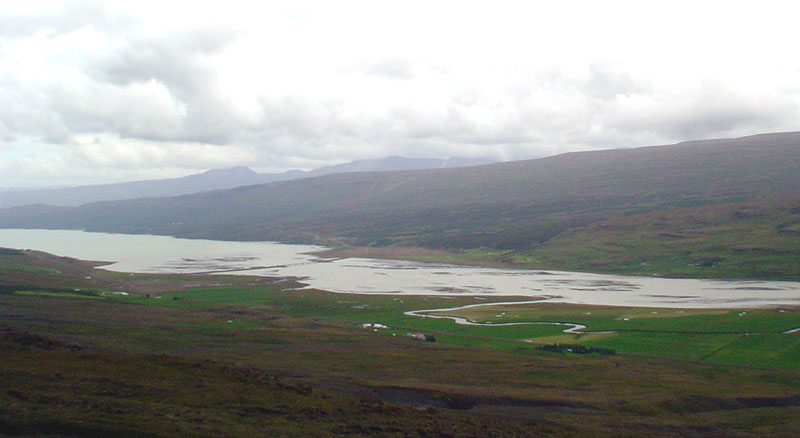
El valle de Fljótsdalur en el este de Islandia es un ejemplo de un valle de escaso relieve.

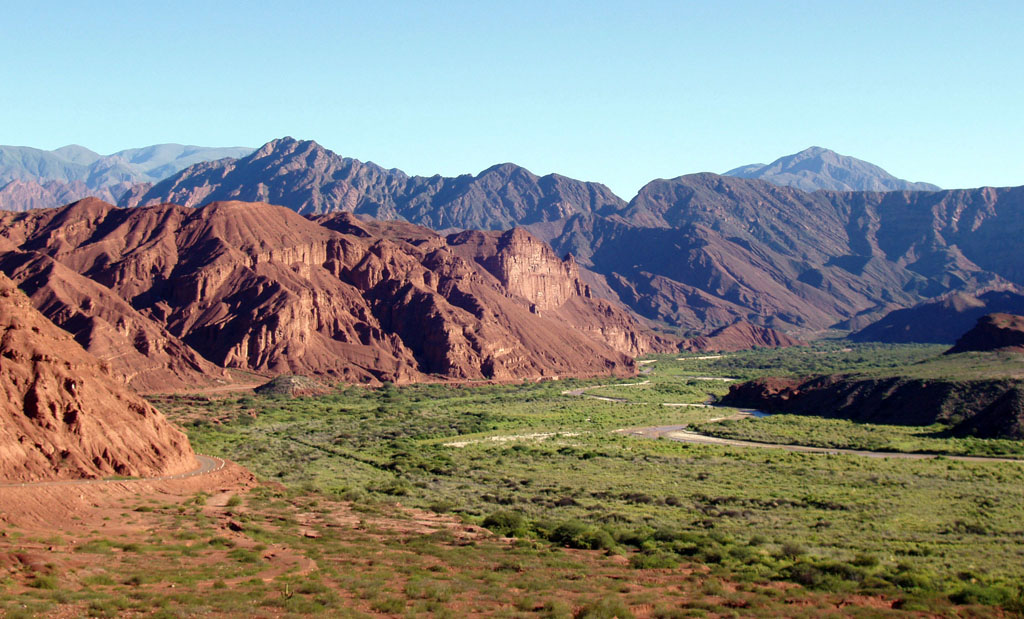
Valles Calchaquíes en la provincia de Salta, Argentina.

Un valle (del latín vallis), conocido en ciertos países como hoya u hondonada, es una depresión de la superficie terrestre entre dos vertientes, con forma inclinada y alargada, que conforma una cuenca hidrográfica en cuyo fondo se aloja un curso fluvial. 
En un relieve joven predominan los valles «en V», característico de los valles fluviales: las vertientes, poco modeladas por la erosión, convergen en un fondo muy estrecho. Por el contrario, un estado avanzado de la erosión da lugar a la de valles aluviales, de fondo plano y amplio, constituidos por depósitos aluviales entre los cuales puede divagar el curso de agua. Los valles en U, característicos de los valles o "artesas" glaciales, tienen sus paredes muy abruptas y el fondo cóncavo. En ciertos casos, al retroceder un antiguo glaciar, el lecho de uno de sus afluentes queda a mucha altura por encima del de aquel y desemboca en su vertiente, a menudo, formando saltos de agua. Un tercer tipo de valles es en forma de cuna, cuenca o batea: son amplios, de suave pendiente y superficiales.
Cuando un río es capturado por otro o cuando su lecho es cerrado por morrenas u otro tipo de depósitos, queda más abajo un valle muerto o río decapitado, que ya no tiene un curso de agua. En otros casos, un valle no tiene salida natural, por cerrarlo una contrapendiente, y las aguas que por él discurren penetran en el suelo y prosigue su curso por una red subterránea. Esos valles ciegos son propios de los terrenos cársicos. Asimismo, en muchas regiones áridas los ríos no pueden salir de su cuenca hidrográfica, discurriendo por valles endorreicos. Un valle puede haber sido íntegramente excavado en un terreno sedimentario por su curso de agua, pero por lo general, este se abre paso por depresiones de origen tectónico. Según sean estas, se tiene un valle de fractura, de fosa, de ángulo de falla, etc. Un valle longitudinal está orientado paralelamente a los pliegues de una cordillera, en tanto que un valle transversal es perpendicular a ellos.
En latitudes y altitudes más bajas, estos valles formados glacialmente pueden haber sido creados o ampliados durante glaciaciones pero ahora están libres de hielo y ocupados por arroyos o ríos. En zonas  desérticas, los valles pueden estar completamente secos o llevar un curso de agua sólo en contadas ocasiones. En zonas kársticas de roca caliza, los valles secos también pueden ser el resultado de un drenaje subterráneo en lugar de superficial. Los  valles del Rift surgen principalmente de los movimientos de la tierra, más que de la erosión. Los geógrafos describen muchos tipos diferentes de valles, utilizando términos que pueden ser de uso global o aplicarse sólo localmente.

## Formación de valles
Los valles pueden formarse por distintos procesos. Lo más habitual es que surjan por la erosión durante largos periodos por movimiento del agua y se conocen como valles fluviales. Normalmente, los pequeños valles que contienen arroyos alimentan valles más grandes que, a su vez, alimentan valles más grandes de nuevo, llegando finalmente al océano o quizás a una cuenca de drenaje interna. En las zonas polares y a gran altitud, los valles pueden ser erosionados por glaciares; éstos suelen tener un perfil en forma de U en sección transversal, en contraste con los valles fluviales, que tienden a tener un perfil en forma de V. Otros valles pueden surgir principalmente por procesos tectónicos como el rifting. Los tres procesos pueden contribuir al desarrollo de un valle a lo largo del tiempo geológico. La parte llana (o relativamente llana) de un valle entre sus lados se denomina fondo del valle. El fondo del valle suele estar formado por sedimentos fluviales y puede tener terrazas fluviales.

### Valles fluviales

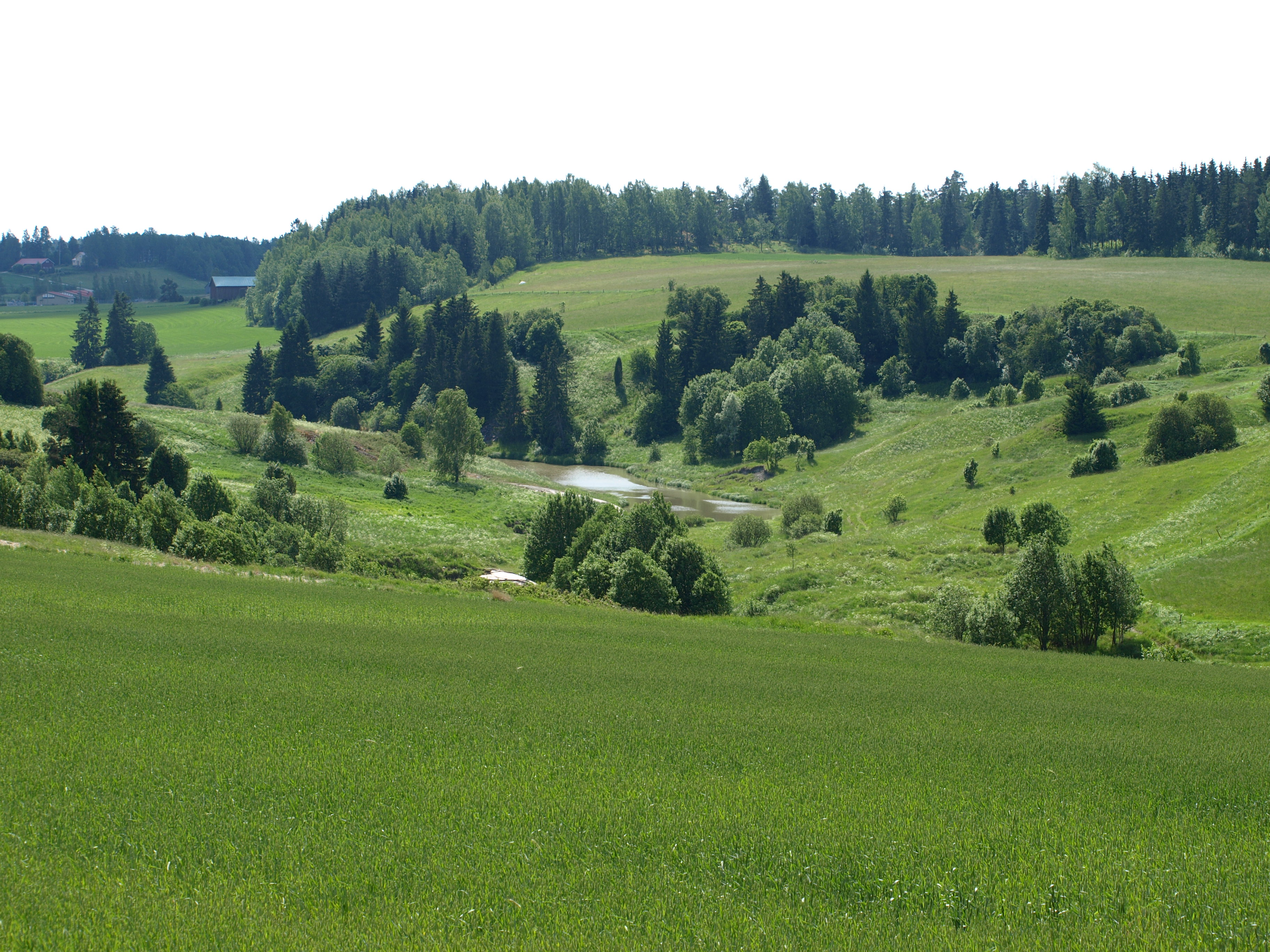
El valle del río Halikko en Halikko, Finlandia

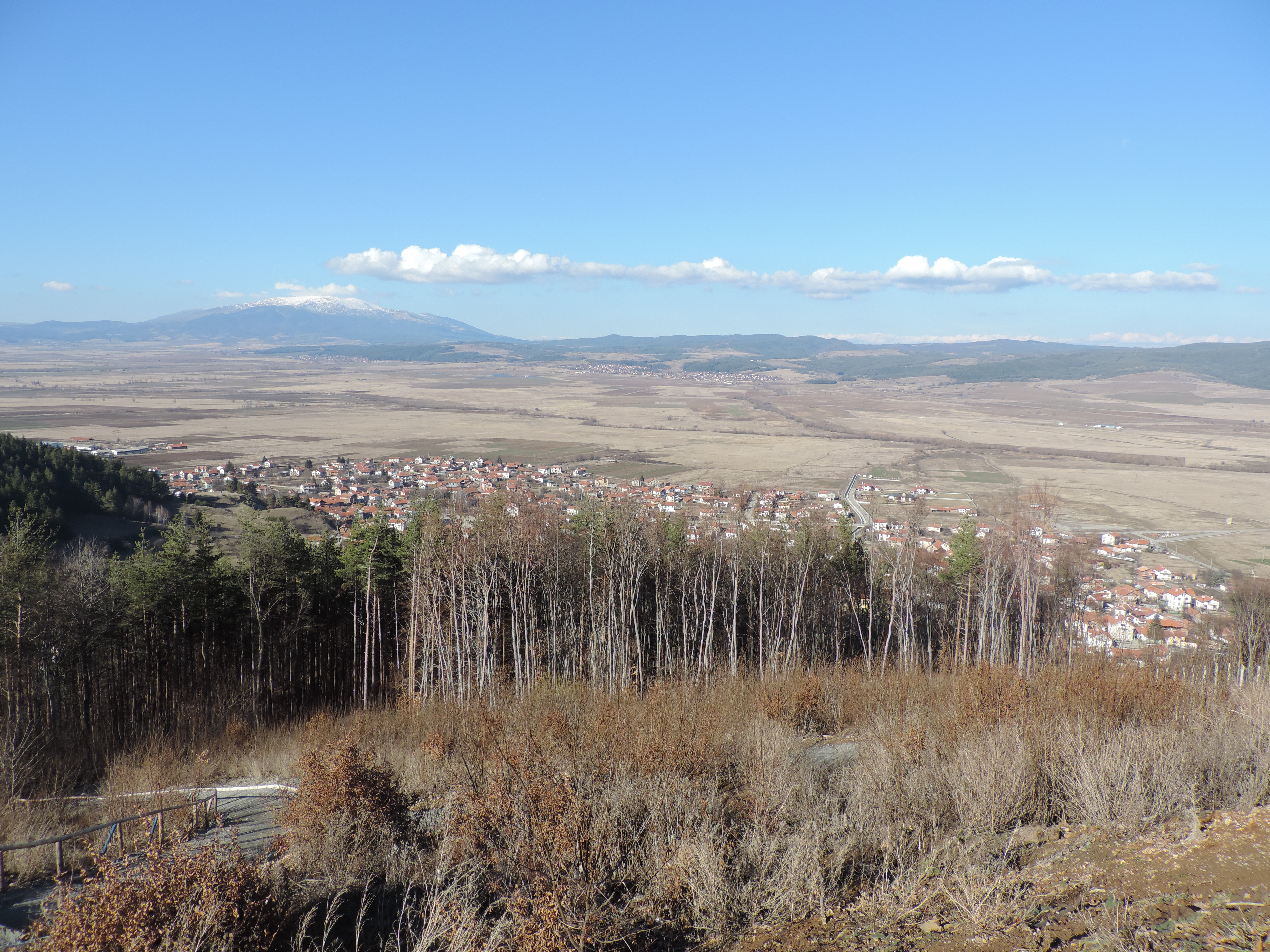
Valle del río Palakaria que nace en Vitosha Montaña, véase al fondo, en Bulgaria

El desarrollo de un valle fluvial depende de las características del lecho rocoso por el que discurre el río o arroyo, de la diferencia de altitud entre su parte superior e inferior y, por supuesto, del clima. Por lo general, el caudal aumenta río abajo y la pendiente disminuye. En el valle superior, la corriente erosionará más eficazmente su lecho por corrasión para producir un valle en forma de V de lados empinados. La presencia de bandas de roca más resistentes, de fallas geológicas, fracturas, y pliegues puede determinar el curso del arroyo y dar lugar a un curso tortuoso con espolones entrelazados.
En el valle medio, en el que han confluido numerosos arroyos, el valle suele ser más ancho, el flujo más lento y pueden producirse tanto erosión como deposición. En la sección media del curso de un río se produce más erosión lateral, ya que las fuertes corrientes en el exterior de su curva erosionan la orilla. Por el contrario, la deposición puede tener lugar en el interior de las curvas, donde la corriente es mucho más lenta, lo que hace que el río adopte un carácter meandriforme. En el valle inferior, los gradientes son más bajos, los meandros pueden ser mucho más amplios y el resultado puede ser una llanura de inundación más ancha. La deposición domina sobre la erosión. Una cuenca fluvial o de drenaje típica incorporará cada uno de estos diferentes tipos de valles.
Algunas secciones de una corriente o valles fluviales pueden haber inciso verticalmente su curso hasta tal punto que el valle que ocupan se describe mejor como una garganta,  barranco o  cañón. La rápida reducción del cauce puede deberse a la elevación localizada de la superficie terrestre o al rejuvenecimiento del curso de agua como resultado, por ejemplo, de una reducción del nivel de base al que se erosiona el río, por ejemplo, la disminución del nivel global del mar durante una edad de hielo. Tal rejuvenecimiento también puede dar lugar a la producción de terrazas fluvialess.

### Valles glaciares
.

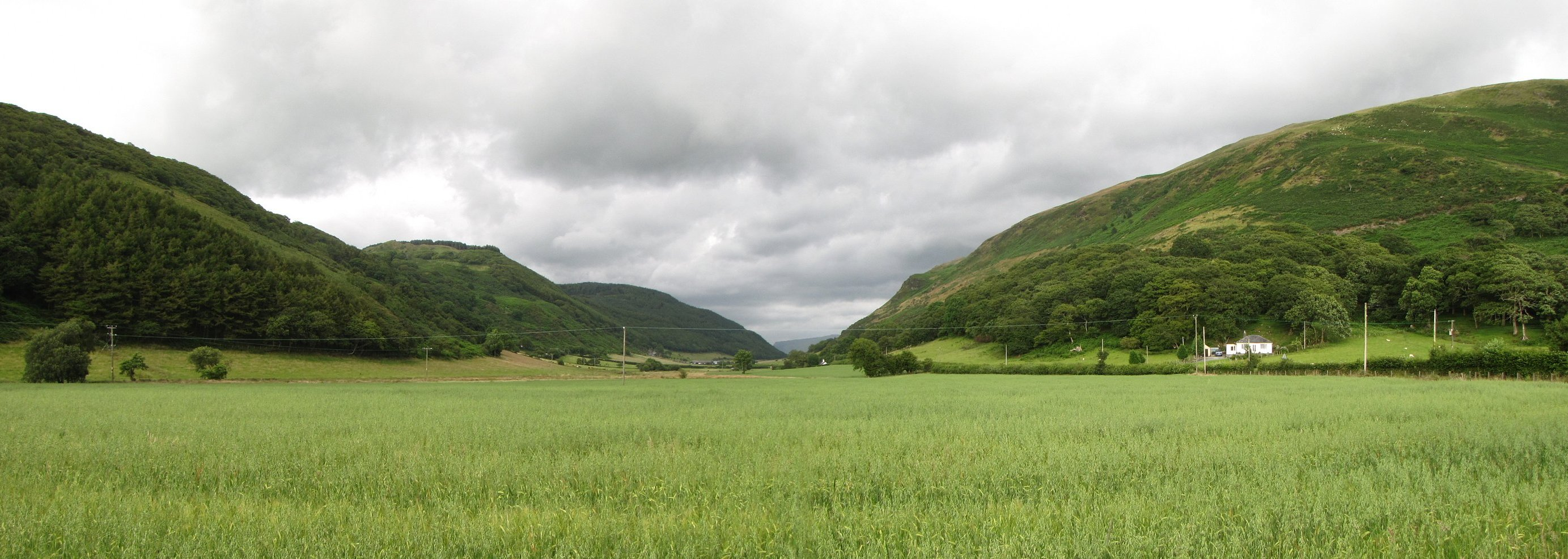
Valle en forma de U en el Afon Fathew cerca de Dolgoch, Gales

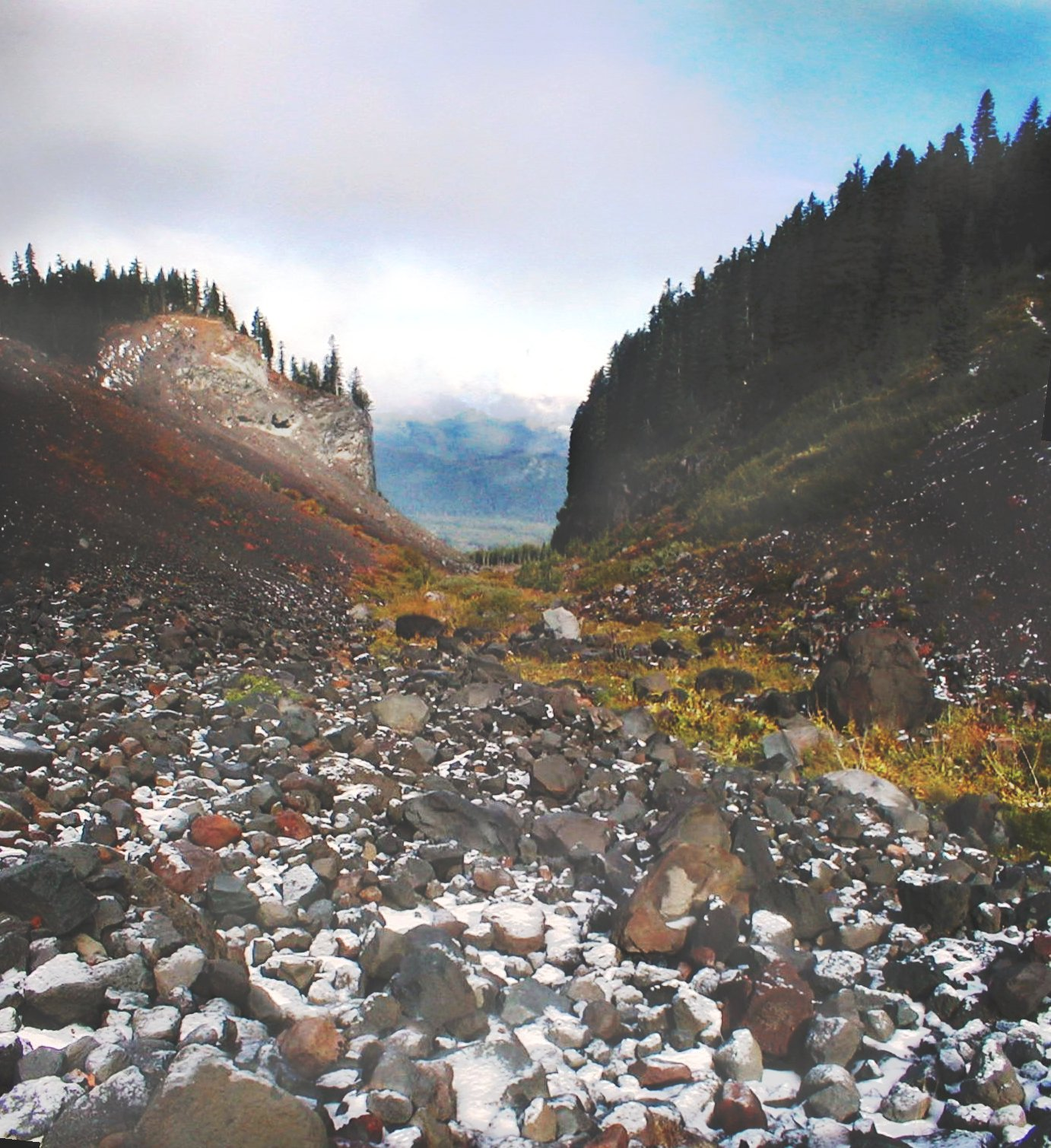
Un valle glaciar en el Mount Hood Wilderness mostrando una característica forma de U, la acreción rocosa de "escombros" del fondo y los amplios hombros

Existen varias formas de valles asociados a la glaciación. Los verdaderos valles glaciares son los que han sido cortados por un glaciar que puede o no seguir ocupando el valle en la actualidad. Estos valles también pueden denominarse fosas glaciares. Suelen tener una sección transversal en forma de U y son característicos de las zonas montañosas en las que se ha producido o se sigue produciendo glaciación.
La parte superior de un valle glaciar suele estar formada por una o más cavidades en forma de sillón, o 'circos', excavadas por el movimiento de rotación ladera abajo de un glaciar de circo. Durante los periodos glaciares, por ejemplo, durante el Pleistoceno, es en estos lugares donde se forman inicialmente los glaciares y luego, a medida que avanza la  era glaciar, se extienden ladera abajo a través de valles que previamente habían sido formados por agua en lugar de hielo. La abrasión por el movimiento del hielo y, en particular, del material rocoso incrustado en él, provoca el ensanchamiento y la profundización del valle para producir la característica forma de U o artesa con lados relativamente empinados, incluso verticales, y un fondo relativamente plano.
Los espolones entrelazadoss asociados al desarrollo de los valles fluviales se erosionan preferentemente para producir espolones truncadoss, típicos de los paisajes montañosos glaciares. El extremo superior de la depresión por debajo de los circos que aportan hielo puede ser un extremo del valle en forma de U o final de depresión. Los escalones de valles (o 'escalones de roca') pueden ser el resultado de diferentes tasas de erosión debidas tanto a la naturaleza del lecho rocoso (dureza y juntas, por ejemplo) como a la fuerza del hielo en movimiento. En algunos lugares, puede excavarse una cuenca rocosa que más tarde puede llenarse de agua para formar un lago cintiforme o bien de sedimentos. En las zonas costeras se encuentran fiordos de este tipo. La forma del valle resultante de todas estas influencias sólo puede hacerse visible tras el retroceso del glaciar que lo forma. Un río o arroyo puede permanecer en el valle; si es más pequeño de lo que cabría esperar dado el tamaño de su valle, puede considerarse un ejemplo de arroyo inadaptado.
.

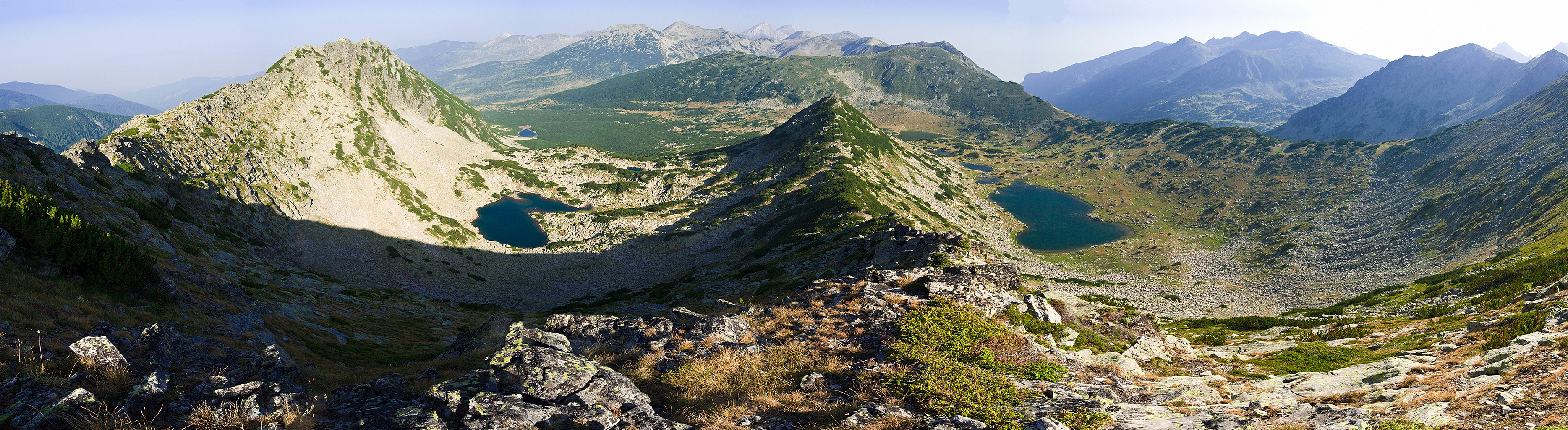
Vista panorámica de dos valles en forma de U que se fusionan en la montaña Pirin, Bulgaria

Otros valles interesantes excavados por los glaciares son:
- Valle de Yosemite (Estados Unidos)
- Valle lateral del río austriaco Salzach por sus direcciones paralelas y desembocaduras colgantes.
- El del río St. Mary en el Parque Nacional de los Glaciares en Montana, Estados Unidos.

#### Túnel
Un valle túnel es un valle grande, largo y en forma de U, cortado originalmente bajo el hielo glaciar cerca del margen de las capas de hielo continentales como la que ahora cubre la Antártida y la que antiguamente cubría porciones de todos los continentes durante eras glaciares pasadas. Estos valles pueden tener hasta 100 km (62,1 mi) de longitud, 4 km (2,5 mi) de anchura y 400 m (1312,3 pies) de profundidad (su profundidad puede variar a lo largo de su recorrido). Los valles del túnel se formaron por la erosión hídrica subglacial. En su día sirvieron como vías de drenaje subglacial que transportaban grandes volúmenes de agua de deshielo. Sus secciones transversales presentan flancos escarpados similares a las paredes de los fiordos, y sus fondos planos son típicos de la erosión glaciar subglaciar.

#### Agua de deshielo
En el norte de Europa Central, la capa de hielo escandinava avanzó durante las distintas glaciaciones ligeramente cuesta arriba en contra del relieve. Como resultado, sus aguas de deshielo fluyeron paralelas al margen de hielo para llegar a la cuenca del Mar del Norte, formando enormes valles planos conocidos como Urstromtäler. A diferencia de las otras formas de valles glaciares, éstos se formaron por las aguas de deshielo de los glaciares.
.

## Tipos de valles

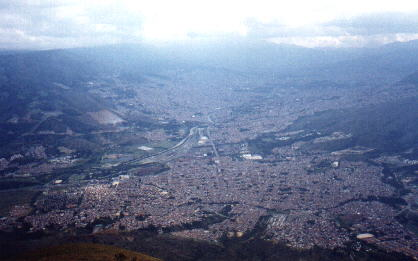
Valle de Aburrá, está en la cordillera Central de los Andes. Allí está ubicada la ciudad de Medellín.

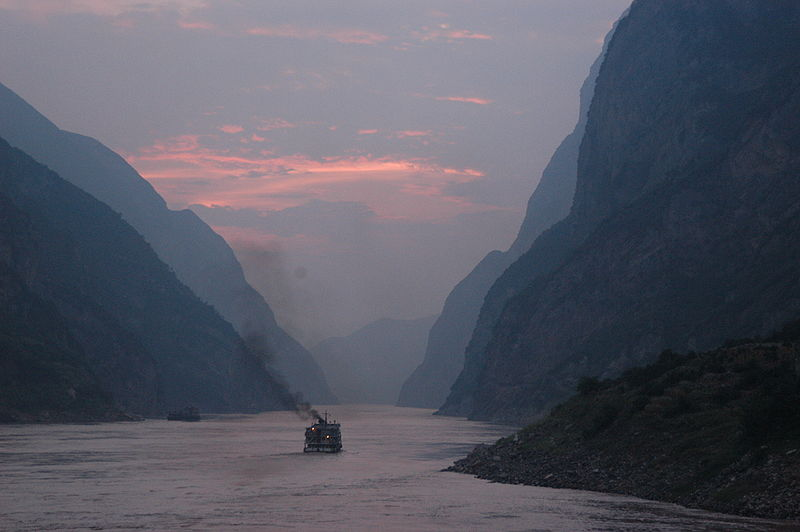
Garganta en el río Yangtsé, en China, mostrando la mayor inclinación de la ladera izquierda (que queda a la derecha de la imagen) a pesar de la misma constitución geológica de las dos orillas.

Geomorfológicamente existen diferencias entre los valles angostos y los valles amplios, las principales se describen a continuación.

### Características de los valles en forma de V
Las corrientes de agua que generalmente ocupa la parte más baja del valle se presenta completamente confinada y fuertemente controlada para la migración lateral, de esta manera los procesos de ajuste del cauce se presentan directamente en el fondo del cauce modificando la pendiente e inclusive incisando el lecho; asociado a estos procesos se puede presentar inestabilidad de orillas y deslizamientos. La cercanía de las montañas al cauce hacen que estos valles sean generalmente poco atractivos para desarrollos urbanísticos.
El desarrollo de los valles encañonados está íntimamente relacionado con la intensidad de los procesos geomorfológicos que forman el valle y con la geología, concretamente con la composición litológica o con las fallas. Los materiales de los valles varían desde roca firme hasta suelos residuales en la forma de coluviones, flujo de escombros entre otros materiales depositacionales.
La localización de los valles encañonados es más frecuente en las partes altas de la cuenca hidrográfica donde los ríos tienen poco caudal, las pendientes son altas y las paredes del valle frecuentemente muestran roca firme sin cobertura. Cuando las montañas que circundan el valle son muy resistentes a la meteorización y a la erosión, el valle presenta una configuración encañonada aún en el recorrido medio de la cuenca. frecuentemente se encuentran cataratas y rápidos en los cursos de agua que drenan estos valles.
Aunque generalmente se cree que los valles en V son perfectamente simétricos, lo cierto es que también presentan cierto grado de asimetría, siendo la pared o ladera de la izquierda de mayor pendiente o inclinación que la de la derecha (tratándose del hemisferio Norte).
Ejemplos de valle en forma de V en Svaneti, Montañas del Cáucaso.

### Características de los valles amplios
Los valles amplios están asociados en los famosos ríos de planicie (maduros y viejos) donde el cauce ocupa una parte reducida del valle ya que la planicie aluvial es amplia. En esta se pueden observar rasgos del paisaje que no se encuentran en los valles encañonados como son: terrazas aluviales, diques, naturales, madreviejas, cauces abandonados, complejos de orillares. Al igual que la planicie, el cauce también es amplio presentándose relaciones ancho profundidad mayores de 10. La llanura está sujeta a inundaciones recurrentes, por lo que esta no es estática ni estable.
La llanura está compuesta, generalmente, por sedimentos no consolidados que se erosionan rápidamente durante inundaciones y crecidas del río. El canal de un río puede cambiar de posición en la amplia llanura de inundación y esta, a su vez, es modificada periódicamente por las inundaciones, a medida que el canal se desplaza de un lugar a otro.
Durante los períodos de aguas normales o bajas, el río que corre por el valle, queda confinado a su cauce y no se derrama sobre la planicie de inundación. La planicie de inundación creada por la erosión lateral y por el retroceso gradual de las paredes del valle, se llama planicie de inundación erosional y se caracteriza por una delgada cubierta de grava, arena y limo de unos cuantos decímetros o pocos metros de espesor. De otro lado, bajo el fondo de muchos valles amplios se encuentran depósitos de grava, arena y limo que alcanzan 100 o más metros de espesor. Estos gruesos depósitos se forman cuando las condiciones variantes fuerzan al río a dejar caer su carga a lo ancho del fondo del valle; esta planicie de inundación formada por la construcción del fondo del valle o agradación, se llama planicie de inundación de agradación.
Las planicies de inundación de este tipo son mucho más comunes que las erosionales y normalmente tienden a encontrarse en el curso inferior de los ríos. Ambas planicies de inundación, la erosional y la de agradación, muestran formas como meandros, trenzamientos, bordos naturales, depósitos de sedimentos, cauces divagantes.
Ejemplos de valle en forma de U en Acatlán (Hidalgo), Valle de Acatlán.

## Incisión y ensanchamiento de los valles
Tanto en el pasado como en el presente, varios procesos han actuado y están actuando en el sentido de profundizar y ensanchar los valles, aunque las evidencias de dicha acción, se pueden perder o debilitar con el tiempo. Si se dejara a una corriente en libertad de alcanzar por sí misma su nivel-base, erosionaría el lecho directamente hacia abajo, formando un abismo de paredes verticales en el proceso.
Pero como la corriente no es el único agente que trabaja en la formación del valle, las paredes de la mayoría de los valles se inclinan hacia arriba y hacia fuera del fondo del valle. Con el tiempo aun las paredes de las gargantas más abruptas se inclinarán hacia fuera con relación al eje de sus valles. Conforme una corriente corta hacia abajo y profundiza su cauce dentro de la superficie del terreno, la meteorización, el escurrimiento y los movimientos en masa entran en juego, desgastando constantemente las paredes del valle, haciéndolas retroceder, apartándose entre sí.
El material bajo la influencia de la gravedad, es arrastrado de las paredes del valle abajo y descargado en la corriente, para ser movido adelante rumbo finalmente a los océanos. 
El resultado es un valle cuyas paredes se ensanchan afuera y arriba, desde la corriente, para formar un perfil transversal típico.
La velocidad con que las paredes del valle son reducidas y los ángulos que adoptan, dependen de varios factores, siempre pensando en tiempos geológicos, es decir millones de años. Si las paredes están hechas de material sin consolidar (que es vulnerable a la erosión y al movimiento en masa), la velocidad será rápida; pero si las paredes están constituidas de roca resistente, la velocidad de erosión será muy lenta, y las paredes podrán levantarse casi verticalmente desde el fondo del valle. Además de cortar hacia abajo en su cauce, una corriente corta también de lado a lado, o lateralmente en sus bordos. 
En las primeras etapas de ensanchamiento del valle, cuando la corriente está todavía por encima de su nivel-base, predomina la erosión hacia abajo. Posteriormente, a medida que la corriente se aproxima a su nivel-base, la erosión hacia abajo va siendo cada vez menos importante; en esta etapa se destina a la erosión de sus bordos una proporción más grande de la energía de la corriente. Como esta oscila de un lado a otro, forma sobre el fondo del valle una planicie de inundación que tiende a ensancharse siempre y el valle se hace cada vez más amplio.